# Nahari
Nahari (jap. 奈半利町 Nahari-chō) – miasto w Japonii, na wyspie Sikoku, w prefekturze Kōchi. Według danych na rok 2020 miejscowość zamieszkiwało 3 034 mieszkańców , a gęstość zaludnienia wyniosła 107 os./km².